# 藤田敏郎
藤田 敏郎（ふじた としろう、1948年 - ）は、日本の医学者（内科学・腎臓学・高血圧）。学位は、医学博士。東京大学名誉教授。紫綬褒章受章。

## 略歴
- 1966年 - 武蔵高等学校卒業。
- 1972年 - 慶應義塾大学医学部卒業。
- 1976年 - 米国NIH客員研究員。
- 1978年 - 筑波大学臨床医学系内科講師。
- 1988年 - 東京大学医学部講師。
- 1989年 - 東京大学医学部助教授。
- 1995年 - 東京大学医学部教授（内科）。
- 2012年 - 東京大学先端科学技術研究センター特任教授。
- 2012年 – CREST- 科学技術振興機構研究代表者。
- 2012年 - 東京大学名誉教授。
- 2015年 - 慶應義塾大学医学部客員教授。
- 2018年 – Gordon Research Conference (Angiotensin) Chairman[1] 。
- 2018年 - 信州大学特別特任教授
- 2018年 - 東京大学先端科学技術研究センターフェロー

## 受賞歴
- 2008年 - 高峰譲吉賞[2]
- 2009年 - 米国心臓協会(AHA)・高血圧部門 Arthur Corcoran Memorial Lecture Award[3]
- 2010年 - 日本高血圧学会栄誉賞
- 2013年 - ヨーロッパ高血圧学会(ESH) Honorary Membership
- 2013年 - 成人血管病研究振興財団 岡本国際賞[4]
- 2014年 - 国際高血圧学会(ISH)Franz Volhard Award[5]
- 2014年 - 米国心臓協会(AHA)・高血圧部門 The Excellence Award Hypertension Research[6]
- 2015年 - 紫綬褒章[7]
- 2015年 - 日本医師会医学賞[8]
- 2019年 – 米国腎臓学会(ASN) Homer W. Smith Award[9]
- 2021年 - 瑞宝中綬章[10][11]